# 2061 안자
2061 안자는 근지구 천체 중 아모르 소행성군에 속하는 천체이다. 1960년 10월 22일, H. L. Giclas에 의해 발견되었다.